# Utva Aero 3
UTVA Aero 3 je vojaško šolsko letalo Jugoslovanskega vojnega letalstva. Letalo je lesene konstrukcije z repnim kolesom in neuvlačljivm podvozjem. Uporabljalo se je kot standardno letalo za osnovno šolanje pilotov, nočno letenje in osnovne akrobacije. Aero 3 je bil zamenjava za starejšega Ikarusa Aero 2 Prvi prototip je poletel leta 1955, v letih do 1960 so jih v UTVI izdelali 110. Letalo je bilo neobroženo namenjeno treningu. Primarni uporabnik je bilo Jugoslovansko vojno letalstvo od leta 1961, pa so jih pričeli dajati aeroklubom, zadnji je iz vojaške uporabe šel leta 1965. V Sloveniji je letelo okoli 25 teh letal do leta 1980, ko je prišlo do prepovedi letenja iz Beograda. Letalo Aero 3 je nasledilo šolsko letalo Utva 75. V Letu 1995 je ponovno pričel po generalni obnovi leteti en Aero 3 v Letalskem centru Maribor, letalo so uporabljali za mitinge in razne prireditve, dokler se ni leta 2011 nepopravljivo poškodovalo v smrtni nesreči pri vzletu na letališču Slovenj Gradec.